# الناطفة (حزم العدين)

تعديل مصدري - تعديل

الناطفة محلة تابعة لقرية رحض، التابعة لعزلة بني اسعد بمديرية حزم العدين إحدى مديريات محافظة إب في الجمهورية اليمنية، بلغ تعداد سكانها 67 حسب تعداد اليمن لعام 2004.